# Vreedenoord
Vreedenoord is een buitenplaats langs de rivier de Vecht bij het Nederlandse dorp Breukelen.
Het 18e-eeuwse landhuis van Vreedenoord is gaandeweg de geschiedenis ingrijpend verbouwd. Daarnaast behoorden of behoren tot de buitenplaats stalgebouwen/een koetshuis, oranjerie en een uitzichtterras.